# Sebacina filicola
Sebacina filicola är en svampart som beskrevs av McNabb 1966. Sebacina filicola ingår i släktet Sebacina och familjen Sebacinaceae.   Inga underarter finns listade i Catalogue of Life.